# Der Alte: Das Attentat
Das Attentat ist die 102. Folge der Krimiserie Der Alte.

## Handlung
Alfons Ahlert befindet sich in einem Kaufhaus in der Innenstadt von München und kauft dort einen Hocker. Abschließend geht er auf das Dach des Kaufhauses und denkt darüber nach, ob er in den Tod springen soll oder nicht. Nach wenigen Minuten erscheint ein Großaufgebot von Polizei und Feuerwehr. Ein Polizist redet mit ihm, doch Alfons zeigt sich von seiner sturen Seite und sagt, dass er nur mit Kriminalhauptkommissar Leo Kress sprechen möchte. Kress, der momentan eigentlich Urlaub hat, wird angerufen und erscheint auch sofort. Kress fordert wiederum, dass Alfons ihn unverzüglich mit nach Hause begleiten soll, da er sonst als potenzieller Selbstmörder sofort in die geschlossene Psychiatrie eingewiesen wird.
Wenige Minuten später erscheint Alfons bei Leo Kress in der Wohnung. Alfons hat mit ihm noch eine offene Rechnung, da er wegen Kress seiner Ermittlungsarbeit insgesamt 19 Jahre lang im Gefängnis war. Beide kennen sich aus früheren Zeiten aus Augsburg. Dort war Kress beim Einbruchsdezernat tätig und im Laufe der Jahre dem Tresorknacker Alfons mehrfach auf die Spur gekommen. Was Alfons nicht weiß ist, dass in der Zwischenzeit ein Bekannter von ihm einen Sprengsatz im Kühlschrank in der Küche von Kress versteckt hat. Alfons, der den Grund des Fortlockens von Kress aus seiner Wohnung nicht kannte, geht nun ahnungslos an den Kühlschrank um sich eine Flasche Bier zu nehmen. Dabei kommt es zu einer gewaltigen Explosion. Alfons ist sofort tot. Kress bleibt unverletzt, verliert aber kurzzeitig das Bewusstsein. Als er wieder aufwacht sind bereits seine beiden Kollegen Kriminalobermeister Gerd Heymann und Kriminalkommissar Henry Johnson und seine Tochter Sabine sowie auch sämtliche Einsatzkräfte in seiner Wohnung anwesend. Zudem erscheinen zwei Kollegen vom MEK, die vom Polizeipräsidenten persönlich den Auftrag bekommen haben, Kress nun in eine sichere Wohnung an einen unbekannten Ort zu bringen. Dort erscheinen auch der Kriminalbeamte Behrend und Staatsanwalt Klein. Beide entziehen Kress im freundschaftlich gemeinten Sinne den Entführungsfall Böttcher, indem er momentan ermittelt, und suchen gemeinsam mit ihm nach Anhaltspunkten, wer genau das Attentat auf ihn in seiner Wohnung zu verantworten hat. Sie finden heraus, dass Alfons Ahlert unter einem Vorwand vor wenigen Wochen bei Kress im Dezernat im Büro erschien und dort heimlich Abdrücke seiner Wohnungsschlüssel gemacht hatte. Gemeinsam mit Heymann und Johnson ziehen sie nun los um den Fall zu lösen. Kress wird aus Sicherheitsgründen vorläufig vom Dienst suspendiert und muss in der Wohnung bleiben. Heymann und Johnson halten ihn allerdings heimlich über den Ermittlungsstand auf dem Laufenden.
In der Wohnung von Alfons Ahlert finden die Ermittler dann insgesamt vier Millionen Mark, welches sich als die Lösegeldsumme im Entführungsfall Böttcher herausstellt. Die Sache lief komplett aus dem Ruder, da die Fabrikantenfamilie Böttcher zunächst zwei Millionen Mark in nummerierten und dann nochmals in gebrauchten Scheinen zahlte. Doch den Ermittlern wird schnell klar, dass Alfons Ahlert nicht der alleinige Drahtzieher in dieser Sache war. Sie kommen schließlich auf die Spur von Peter Bogdan, der wegen Kress seiner Ermittlungsarbeit insgesamt zwölf Jahre lang in Haft war. Kress hatte ihn noch in Augsburg in einem anderen Kriminalfall überführt. Kress schafft es schließlich in einem unbeobachteten Moment die Wohnung des MEK zu verlassen und ermittelt nun auf eigene Faust. Er lässt sich von einem Taxifahrer in ein Dorf in der Nähe von München fahren. Dort trifft er auf die Personen, die er im Grunde genommen schon vermutet hatte. Peter Bogdan hatte Herrn Böttcher entführt und dafür gemeinsame Sache mit Alfons Ahlert und dessen besten Freund Hans Bertram gemacht. Doch Bogdan hatte sein eigenes Spiel gespielt und wollte Kress aus Rache für seine zwölfjährige Gefängnisstrafe töten. Dass Alfons dabei sterben könnte, nahm er als möglichen Kollateralschaden billigend in Kauf. Hans Bertram schwört Bogdan gegenüber nun Rache für den Tod von Alfons. Hans Bertram kann Leo Kress sehr glaubhaft versichern, dass er mit der Entführung des Fabrikbesitzers Böttcher nichts zu tun hat. Kress verhaftet nun Bogdan und seinen Komplizen, der in Bogdan seinem Auftrag die Bombe in Kress seinem Kühlschrank platziert hatte. Kurz darauf treffen auch Behrend, Klein, Heymann und Johnson mit dem Sondereinsatzkommando ein. Behrend rügt Kress zunächst für seinen Alleingang, ist andererseits aber auch heilfroh, dass ihm nichts schlimmeres passiert ist. Im Keller einer stillgelegten Gärtnerei finden sie ganz in der Nähe dann schließlich auch den vor wenigen Tagen entführten Herrn Böttcher, der nun ins Krankenhaus gebracht wird.
Am nächsten Tag treffen sich Leo Kress und seine Tochter Sabine mit Gerd Heymann und Henry Johnson zum Mittagessen in einem Restaurant. Heymann und Kress duzen sich nun und Heymann sagt ihm, dass er in der Zukunft solche Alleingänge lieber unterlassen sollte. Da Heymann sein Bedarf an Alleingängen von seinem ehemaligen Vorgesetzten, Kriminalhauptkommissar Erwin Köster, im Laufe der Zeit grundlegend gedeckt wurde.

## Hintergründe
Die Dreharbeiten fanden im Spätsommer/Herbst 1985 in München und Umgebung statt.
Die Erstausstrahlung erlebte der Film am 7. März 1986 zur Hauptsendezeit im ZDF. Es handelt sich dabei um die 102. Folge und um den zweiten Fall des von Rolf Schimpf dargestellten Kriminalhauptkommissar Leo Kress.